# Лифшиц, Михаил Ильич
Михаил Ильич Лифшиц (24.01.1914 — 18.02.1987, Москва) — заместитель главного конструктора ОКБ-52 Государственного комитета по авиационной технике СССР, Герой Социалистического Труда. Лауреат Ленинской премии.

## Биография
Родился 24 января 1914 года в городе Пенза.
Трудовую деятельность начал в 1929 году в строительной конторе «Стройдомбюро» города Москва, был учеником чертежника, учеником слесаря. С 1930 года работал слесарем-разметчиком на электромашиностроительном заводе «Динамо». Одновременно учился на рабфак им. Ленина, который закончил в 1935 году.
Учёбу продолжил в Московском авиационном институте им. С. Орджоникидзе, по окончании которого в 1941 году получил специальность «оборудование самолётов». В 1940—1950 годах работал конструктором — начальником лаборатории п/я 2458.
В 1954 году переведен в созданную под руководством В. Н. Челомея специальную конструкторскую группу по созданию морских крылатых ракет. В 1955 году группа была преобразована в союзное ОКБ-52 с перебазированием в городе Реутов.
Работал в этом конструкторском бюро заместителем главного конструктора, ответственным руководителем проектного комплекса № 2, начальник КБ — ведущим конструктором, начальником отдела, начальником комплекса — заместителем главного конструктора, заместителем главного конструктора ЦКБ машиностроения. Принимал участие в разработках крылатых ракет и ракетных комплексов для вооружения кораблей Военно-Морского флота.
Постановлением правительства в 1956 году ОКБ-52 была поручена разработка для ВМФ двух первых ракетных комплексов загоризонтного поражения целей П-6 и П-35. После проведения полной программы летных испытаний комплекс П-6 24 июня 1964 года был принят на вооружение и стал одним из основных видов оружия подводного флота. Комплекс противокорабельного ракетного оружия П-35 был принят на вооружение ВМФ для кораблей, самоходных и стационарных наземных пусковых установок.
Указом Президиума Верховного Совета СССР от 28 апреля 1963 года за большие заслуги в деле создания и производства новых типов ракетного вооружения, а также атомных подводных лодок и надводных кораблей, оснащенных этим оружием, и перевооружения кораблей Военно-Морского Флота Лифшицу Михаилу Ильичу присвоено звание Героя Социалистического Труда с вручением ордена Ленина и золотой медали «Серп и Молот».
В этом конструкторском бюро М. И. Лифшиц работал до последних дней. Скончался 18 февраля 1987 года. Похоронен на Введенском кладбище (27 уч.).
Награждён орденом Ленина, медалями. Лауреат Ленинской премии.